# El quinteto de la muerte
El quinteto de la muerte (The Ladykillers) es una película británica de 1955, dirigida por Alexander Mackendrick y con actuación de Alec Guinness, Cecil Parker, Herbert Lom, Peter Sellers, Danny Green y Katie Johnson.

## Argumento
Una banda de ladrones, formada por Mayor Courtney (Cecil Parker), Louis Harvey (Herbert Lom), Harry Robinson (Peter Sellers) y "One-Round" Lawson (Danny Green), más el Profesor Marcus (Alec Guinness), que es el jefe, se reúne regularmente en una habitación que han alquilado a una vieja dama, la señora Luisa Alexandra Wilberforce (Katie Johnson), cuya casa se encuentra construida sobre la entrada de un túnel ferroviario en King's Cross, Londres. Allí, los delincuentes hacen creer que son un quinteto de músicos que ensaya para un concierto gracias a un tocadiscos que encubre el ruido de lo que hacen en realidad: planear su próximo golpe.
Cuando llevan a cabo el atraco, todo sale según lo previsto. Incluso consiguen engañar a la señora Wilberforce para que recupere el baúl con el dinero, escondido en un vagón de un tren que acaba de llegar a la estación. Sin embargo, a partir de este momento la situación empieza a complicarse. La anciana está a punto de arruinar el plan cuando se ve envuelta en un altercado que hace que ella y el dinero acaben en comisaría. Pero más tarde una pareja de agentes traslada el baúl a casa de la anciana sin ningún problema.
Con el dinero ya recuperado y escondido en las fundas de sus instrumentos, los ladrones empiezan a abandonar la casa. Cuando por fin se disponen a salir, la funda del chelo de One Round se engancha con la puerta y todos los billetes caen al suelo bajo la mirada de la anciana, quien acaba dándose cuenta de la verdadera identidad de los hombres. La banda decide matar a la anciana para que no pueda denunciarlos, pero se encuentran con dificultades para cumplir este objetivo. Ninguno de ellos quiere ser quien lleve a cabo el asesinato, por lo que lo echan a suertes. Mayor Courtney es quien pierde e intenta huir con el dinero antes de tener que asesinar a la señora, pero Louis lo mata. One Round piensa que Harry ha asesinado a la anciana y acaba con la vida de su compinche, después de ponerse de parte de la señora Wilberforce. One Round intenta disparar contra Louis y Marcus después de haberles oído hablar acerca un plan para matarle, pero finalmente es él quien muere a manos de Louis. Los dos miembros restantes acaban matándose entre sí bajo el túnel de trenes que se encontraba junto a su casa. Ambos cuerpos, junto con los demás de la banda, caen en distintos vagones de un tren de mercancías que pasa por ahí.
Al día siguiente la anciana cuenta todo lo sucedido a la policía. Pero no la creen y, siguiéndole la corriente para que se marche, le proponen que se quede el dinero. La señora Wilberforce acepta y, sorprendida, vuelve a casa.

## Reparto
- Alec Guinness: el profesor Marcus.
- Cecil Parker: el «alcalde» Claude Courtney.
- Herbert Lom: Louis Harvey.
- Peter Sellers: Harry Robinson.
- Danny Green: "One-Round" Lawson.
- Katie Johnson: la señora Louisa Alexandra Wilberforce.
- Jack Warner: el jefe de policía.
- Philip Stainton: el sargento de policía.

### Sin acreditar
- Frankie Howerd: el muchacho carretilla.
- Phoebe Hodgson: Constance.
- Helene Buris: Appolonia.
- Evelyn Kerry: Amelia.
- Edie Martin: Lettice.
- Kenneth Connor: el taxista.
- Harold Goodwin: el secretario del servicio de paquetería del ferrocarril.
- Fred Griffiths: el chatarrero.
- Lucy Griffiths: la señorita Pringle.
- Vicente Holman: el jefe de estación.
- Stratford Johns: el guardia de seguridad.
- Jack Melford: el detective.
- Leonard Sharp: el artista de pavimento.[1]

## Producción

### Localizaciones
Una de las primeras decisiones importantes que se da y que afecta a la preproducción es la de los espacios. Los personajes que crean son caricaturas que deben ser exagerados, pero con la mezcla de personas reales perdían la verosimilitud con la que habían sido creados, por lo que el rodaje en exteriores se trató de limitar en todo momento para que no afectara negativamente. El espacio elegido para el desarrollo de la acción era una casa típica británica con un jardín en la entrada y las paredes con flores y cuadros torcidos; para la realización de los planos exteriores de la casa se construyó una casita de plástico a tamaño natural. Los espacios destacados donde se desenvuelven los personajes son la casa, la parte superior e inferior, y la comisaría.

### Audición
La elección de los personajes masculinos fue rápida; sin embargo, la elección de la actriz que tenía que representar a la anciana de la casa fue todo un reto. En un principio se pensó en contar con una actriz de setenta y siete años, Katie Johnson, que había protagonizado papeles secundarios en otras películas, pero consideraban que era demasiado mayor para hacer frente al rodaje. Preferían una actriz joven para luego caracterizarla como una anciana; pocos días antes de empezar el rodaje la joven falleció por problemas respiratorios, así que Katie Johnson pasó a ser la protagonista.

### Diálogos
En la película se utilizó el guion de Clifford Odets, que se encargó de reescribir prácticamente todos los diálogos, ya que quería secuencias más complejas en las que hubiese una interacción de todos los personajes. Abundan en los diálogos la ironía, el sarcasmo y el juego de palabras.

### Simetría
En la película se pueden apreciar dos partes: la primera parte muestra los preparativos para el robo y su posterior logro, y la segunda parte hace referencia a las complicaciones que van surgiendo y cómo cambia la vida de los personajes, así como el objetivo que tenían al principio. Hay una gran transformación en la historia, pasa de una persecución divertida a un acoso entre los personajes, donde se ve una clara simetría en muchas de las escenas. Como el final con el inicio de la película, se reproducen las secuencias pero de forma inversa, mostrando de esta forma una estructura circular.

## Crítica
Los críticos, por una parte, elogiaron el trabajo realizado por los actores. Pero, por otra parte, destacaron la primera parte por encima de la segunda, lo sucedido tras el robo. Como ocurrió con El hombre vestido de blanco, del mismo director, los críticos no se mostraron a favor de un final tan negro. Las numerosas y violentas muertes que ocurren en esta parte fueron calificadas, en muchos casos, de mal gusto incluso aunque ninguna de ellas apareciera dentro del plano.

## Premios y candidaturas
| Premio       | Categoría                         | Receptor       | Resultado |
| ------------ | --------------------------------- | -------------- | --------- |
| BAFTA (1955) | Mejor actriz                      | Katie Johnson  | Ganadora  |
|              | Mejor guion de película británica | William Rose   | Ganador   |
|              | Mejor película                    | Michael Balcon | Candidata |
| Óscar (1956) | Escritura de guion original       | William Rose   | Ganador   |

## Adaptaciones
En 1966, la película fue adaptada al ámbito de la ópera por el compositor checo Ilja Hurník con el título de La dama y los ladrones.
Una adaptación radiofónica de la película fue transmitida por primera vez en la BBC Radio 4 el 13 de enero de 1996, con los actores de voz Edward Petherbridge y Margot Boyd.
En el 2004, los hermanos Coen dirigieron una adaptación con el mismo título: The Ladykillers, con actuación de Tom Hanks, Irma P. Hall, Marlon Wayans, J. K. Simmons, Tzi Ma y Ryan Hurst. Para la nueva versión, la acción de la historia contada en la película se trasladó de Londres a Saucier (Misisipi).
En 2011, la película fue adaptada como obra de Graham Linehan. Se estrenó en el teatro de Liverpool en noviembre de ese año, antes de transferirse al Teatro Gielgud de Londres.
Una nueva adaptación de la película llegó al Londres Vaudeville Theatre en su gira 2013 de verano en todo el Reino Unido e Irlanda. Una gran parte del reparto se cambió para esta nueva temporada.